# Hindes babbelaar
Hindes babbelaar (Turdoides hindei) is een zangvogel uit de familie Leiothrichidae. De vogel werd in 1900 door Richard Bowdler Sharpe geldig beschreven en vernoemd naar Sidney Langford Hinde (1863-1930), officier van gezondheid in Britse koloniale dienst in Oost-Afrika. Het is een kwetsbare, endemische vogelsoort uit Kenia.

## Kenmerken
De vogel is 20 tot 23 cm lang.  De vogel is merendeels bruin en heeft een patroon van lichte schubben op de kop, buik, borst en mantel. Dit patroon verschilt sterk per individu, waardoor de vogels onderling sterk verschillen. De vleugelveren en de staart zijn egaal donkerbruin, het oog is rood, de snavel zwart en de poten hoornkleurig. Er is geen constant verschil tussen de seksen.

## Verspreiding en leefgebied
Deze soort is endemisch in het oostelijke deel van Midden-Kenia. Het oorspronkelijke leefgebied bestond uit montaan bos op rotsige hellingen op 100 tot 1700 meter boven zeeniveau. De vogel heeft zich aangepast aan gebieden met koffieplantages, afgewisseld met stukken secundair bos, vaak in de buurt van stromend water.

## Status
De grootte van de populatie is in 2014 geschat op 1250-4500 volwassen vogels. Het verspreidingsgebied en de populatie gaat achteruit door habitatverlies. Op de Rode lijst van de IUCN heeft deze soort daarom de status kwetsbaar.